# Élections provinciales de 2023 en Voïvodine
Des élections provinciales ont lieu en Voïvodine le 17 décembre 2023 afin d'élire les membres de l'Assemblée de Voïvodine. Initialement prévues pour 2024, elles sont organisées de manière anticipée du fait d'une crise politique qui entraine également la tenue anticipée des élections législatives nationales.

## Résultats
| Parti                    | Parti                                              | Voix      | %     | +/-   | Sièges | +/-           |
| ------------------------ | -------------------------------------------------- | --------- | ----- | ----- | ------ | ------------- |
|                          | La Voïvodine ne doit pas s'arrêter (SNSDS)         | 466 035   | 47,31 | 14,27 | 67     | 9             |
|                          | Serbie contre la violence (SPN)                    | 215 197   | 21,85 | N/a   | 30     | 30            |
|                          | Alliance des Magyars de Voïvodine (VMSZ/SVM)       | 63 721    | 6,47  | 2,82  | 8      | 3             |
|                          | Alternative démocratique nationale (NADA)          | 50 582    | 5,14  | N/a   | 7      | 3             |
|                          | Parti socialiste – Serbie unie – Verts (SPS–JS–ZS) | 49 775    | 5,05  | 6,13  | 7      | 5             |
|                          | Ensemble pour la Voïvodine (LSV–VMDK–ZZV)          | 24 625    | 2,50  | 2,62  | 0      | 6             |
|                          | Rassemblement national (NO)                        | 22 487    | 2,28  | Nv    | 0      | en stagnation |
|                          | Parti radical serbe (SRS)                          | 21 135    | 2,15  | 1,12  | 0      | 4             |
|                          | Bonjour Serbie (DJS)                               | 14 715    | 1,49  | N/a   | 0      | en stagnation |
|                          | Parti russe (RS)                                   | 9 907     | 1,01  | Nv    | 1      | 1             |
|                          | Parti populaire (Narodna)                          | 8 140     | 0,83  | Nv    | 0      | en stagnation |
|                          | Unis pour la justice (SPP–DSHV)                    | 4 979     | 0,51  | N/a   | 0      | en stagnation |
|                          | La Voïvodine doit être différente (LDP)            | 3 221     | 0,33  | 0,25  | 0      | en stagnation |
|                          |                                                    |           |       |       |        |               |
| Votes valides            | Votes valides                                      | 954 519   | 96,91 |       |        |               |
| Votes blancs et nuls     | Votes blancs et nuls                               | 30 444    | 3,09  |       |        |               |
| Total                    | Total                                              | 984 963   | 100   | –     | 120    | en stagnation |
| Abstentions              | Abstentions                                        | 684 828   | 40,96 |       |        |               |
| Inscrits / participation | Inscrits / participation                           | 1 669 791 | 59,04 |       |        |               |